# ひょうごっ子ココロンカード
ひょうごっ子ココロンカード（通称：ココロンカード）は、兵庫県内の小学生・中学生が兵庫県内の優待対象に指定された博物館などに入場する際に提示すると入場料や観覧料が無料になるカード。ただし、一部の特別展示などは無料対象外の場合もある。カードは小学校新1年生時に配布される。転入・紛失の場合は学校に申請すれば発行・再発行が可能。小中学生の学校外活動を促進する為に兵庫県の「博物館等無料開放事業」として1992年（平成4年）度より開始された。
元々無料の施設を含め県内176箇所の施設が対象となっている（平成23年度時点）。内訳は、県立施設11箇所、市町立施設や私立施設などが神戸地区25箇所・阪神南地区21箇所・阪神北地区19箇所・東播磨地区5箇所・北播磨地区14箇所・中播磨地区12箇所・西播磨地区23箇所・但馬地区32箇所・丹波地区8箇所・淡路地区6箇所。
2016年（平成28年）度には、ひょうごっ子ココロンカードの対象となる21箇所に県立施設7箇所を含めた県内28箇所の施設が参加する「ひょうごっ子ココロンカードスタンプラリー」を実施している。

## 対象施設

### 県立施設
- 兵庫県立歴史博物館（姫路市）
- 兵庫県立考古博物館（播磨町）
- 兵庫県立人と自然の博物館（三田市）
- 兵庫県立美術館（神戸市）
- 兵庫陶芸美術館（丹波篠山市）
- 兵庫県立円山川公苑美術館（豊岡市）
- 兵庫県立フラワーセンター（加西市）
- 兵庫県立播磨中央公園四季の庭（加東市）
- 兵庫県立淡路夢舞台公園温室（淡路市）
- 舞子公園舞子海上プロムナード（神戸市）
- 人と防災未来センター（神戸市）

### 市町立施設・他
| - 武井報效会百耕資料館 - 豊雲記念館 - 白鶴酒造資料館 - 神戸深江生活文化史料館 - 神戸大学海事科学研究科海事博物館 - 神戸市埋蔵文化財センター - 菊正宗酒造記念館 - 美味伝承甲南漬資料館 - 「昔の酒蔵」沢の鶴資料館 - 灘浜サイエンススクエア - 湊川神社宝物殿 - 竹中大工道具館 - UCCコーヒー博物館 - KOBEとんぼ玉ミュージアム - 神戸らんぷミュージアム - 神戸北野美術館 - 神戸華僑歴史博物館 - 有馬切手文化博物館 - 長田神社宝物庫 - 須磨寺宝物館 - 橋の科学館 - 孫文記念館（移情閣） - 最明寺郷土館 - 長福寺考古資料館 - 香雪美術館 - 尼崎市立田能資料館 - 尼崎市立歴史博物館 - 尼崎信用金庫世界の貯金箱博物館 - 尼信博物館（尼信会館） - 近松記念館 - 西宮市貝類館 - 西宮市大谷記念美術館 - 西宮市立郷土資料館 - 西宮市立郷土資料館分館名塩和紙学習館 - 頴川美術館 - 辰馬考古資料館 - 白鹿記念酒造博物館 - 白鷹禄水苑(暮らしの展示室・白鷹集古館） - 日本盛酒蔵通り煉瓦館 - 黒川古文化研究所 - 堀江オルゴール博物館 - 芦屋市立美術博物館 - 芦屋市谷崎潤一郎記念館 - エンバ中国近代美術館 - 俵美術館 - 滴翠美術館 - 伊丹市立博物館 - 伊丹市立美術館 - 伊丹市立こども文化科学館 - 柿衞文庫 - 宝塚市立小浜宿資料館 - 宝塚市立手塚治虫記念館 - 宝塚市立歴史民俗資料館旧和田家住宅 - 宝塚市立歴史民俗資料館旧東家住宅 - 川西市文化財資料館 - 川西市郷土館 - 川西市歴史民俗資料館 - 大阪青山歴史文学博物館 - 三田市有馬富士自然学習センター - 三田市歴史資料収蔵センター - 三田市旧九鬼家住宅資料館 - 三田市三輪明神窯史跡園 - 三田ふるさと学習館 - 猪名川町立ふるさと館 - 多田銀銅山悠久の館 - あかりの鹿児資料館 - 鶴林寺宝物館 - 高砂市歴史民俗資料室 - 稲美町立郷土資料館 - 播磨町郷土資料館 - にしわき経緯度地球科学館「テラ・ドーム」 - 西脇市郷土資料館 - 西脇市岡之山美術館 - 西脇市立緑風台古窯陶芸館 - 生活協同組合コープこうべ協同学苑史料館 - 三木市立堀光美術館 - 三木市立金物資料館 - 小野市立好古館 - 五百羅漢（羅漢寺） - 加古川流域滝野歴史民俗資料館 - 松内ミネラルコレクション - 那珂ふれあい館 - 多可町立杉原紙研究所 - 多可町和紙博物館寿岳文庫 | - 姫路市立美術館 - 姫路市立水族館 - 姫路文学館 - 姫路市書写の里・美術工芸館 - 名古山霊苑仏舎利塔 - 姫路市平和資料館 - 圓山記念日本工藝美術館 - 大阪ガス姫路ガスエネルギー館 - 姫路市立手柄山温室植物園 - 神河町文化財収蔵庫 - 柳田国男・松岡家顕彰会記念館 - 福崎町立神崎郡歴史民俗資料館 - 相生市立歴史民俗資料館 - 赤穂市立歴史博物館 - 赤穂市立美術工芸館（田淵記念館） - 赤穂市立民俗資料館 - 有年考古館 - 大石神社義士史料館 - 花岳寺宝物館・義士木像堂 - 山崎歴史民俗資料館 - 山崎歴史郷土館 - 播州山崎花菖蒲園 - 宍粟市歴史資料館 - たたらの里学習館 - うすくち龍野醤油資料館 - 霞城館・矢野勘治記念館 - たつの市立龍野歴史文化資料館 - 揖保乃糸資料館そうめんの里 - たつの市立室津海駅館 - たつの市立室津民俗館 - たつの市立埋蔵文化財センター - 太子町立歴史資料館 - 上郡町郷土資料館 - 佐用町立平福郷土館 - 上月歴史資料館 - 豊岡市立城崎文芸館 - 北前館北前船史料室 - 豊岡市立住吉屋歴史資料館 - 植村直己冒険館 - 豊岡市立但馬国府・国分寺館 - 伊藤清永美術館 - 豊岡市立出石史料館 - 豊岡市立出石明治館 - 豊岡市立出石家老屋敷 - 豊岡市立加藤弘之生家 - 豊岡市立いずし古代学習館 - 出石城下町史料館 - 日本・モンゴル民族博物館 - 豊岡市立コウノトリ文化館コウノピア - 青谿書院資料館 - あゆ公園水族館 - 養父市立上垣守国養蚕記念館 - 養父市立大庄屋記念館 - 養父市立木彫展示館 - 養父市立山田風太郎記念館 - 妙見山資料宝物館 - あさご芸術の森美術館 - 朝来市朝来歴史民俗資料館 - ムーセハウス写真館 - 朝来市生野書院 - 朝来市和田山郷土歴史館 - 朝来市埋蔵文化財センター「古代あさご館」 - 香美町海の文化館 - 香美町立村岡民俗資料館「まほろば」 - 香美町立小代古代体験の森 - 浜坂先人記念館以命亭 - おもしろ昆虫化石館 - 丹波市立柏原歴史民俗資料館 - 丹波市立植野記念美術館 - 丹波市立水分れ資料館 - 丹波市立青垣いきものふれあいの里 - 丹波市立青垣歴史民俗資料館 - 丹波市立春日歴史民俗資料館 - 丹波市立丹波布伝承館 - 丹波市立市島民俗資料館 - 洲本市立淡路文化史料館 - 高田屋嘉兵衛翁記念館 - 南あわじ市滝川記念美術館玉青館 - 南あわじ市淡路人形浄瑠璃資料館 - 淡路市北淡歴史民俗資料館 - 淡路市立中浜稔猫美術館 |

## ココロン
ココロンは、兵庫県民運動のシンボルマーク（マスコットキャラクター）。1991年に永田萠が制作した。ひょうごっ子ココロンカードの表面に描かれている。